# Haughton Castle

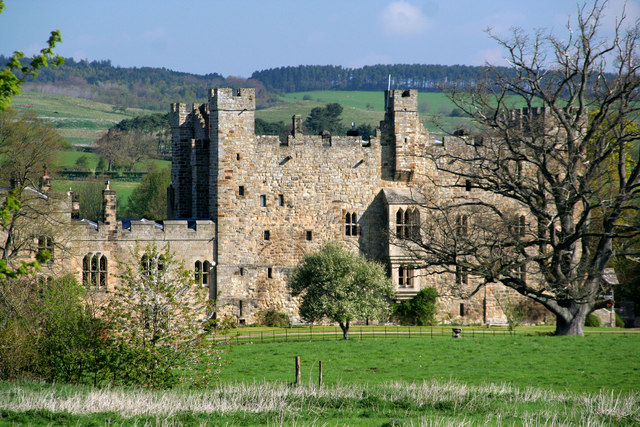
Haughton Castle

Haughton Castle ist ein Landhaus nördlich des Dorfes Humshaugh am Westufer des North Tyne. Es liegt etwa 10 km nördlich von Hexham in der englischen Grafschaft Northumberland.
Das Haus entstand ursprünglich im 13. Jahrhundert als Wohnturm und wurde dann im 14. Jahrhundert erweitert und befestigt. Damals gehörte das Haus Gerald Widdrington und, auch wenn es Anfang des 14. Jahrhunderts immer noch den Widdringtons gehörte, lebten die Swinburns darin.
Bis zum 16. Jahrhundert verfiel das Haus und wurde auch von Border Reivers angegriffen. Ein Bericht von 1541 erwähnt, dass die Dächer und Böden „verfallen und verschwunden“ seien.
Die Familie Smith kaufte das Anwesen um 1640, aber 1715 bezeichnet ein weiterer Bericht das Haus immer noch als Ruine.
Von 1816 bis 1845 ließen die Smiths wesentliche Umbauten ausführen, letztlich durch den Architekten John Dobson, um die Ruine in ein großes Landhaus zu verwandeln. Die Familie Crawshaw kam 1862 in den Besitz des Hauses und ließ 1876 durch Anthony Salvin einen Westflügel anbauen. 1888 kaufte die Familie Cruddas das Anwesen.
Ein Teil des Landhauses diente im Zweiten Weltkrieg als Krankenhaus.
Was einst ein länglicher Wohnturm war, gehört heute zu den besterhaltenen traditionellen Häusern im Norden Englands. Haughton Castle wurde von English Heritage als historisches Bauwerk I. Grades gelistet und wird zurzeit von der Eignerfamilie Braithwaite bewohnt.